# Чернан
Чернан (швед. Kärnan, дат. Kernen, букв. «Ядро») — средневековая башня в Хельсингборге, Сконе, на юге Швеции. Это единственное, что сохранилось от крупной датской крепости, которая вместе с крепостью Кронборг на противоположном берегу Эресунна контролировала проход между Каттегатом и Эресунном, а также юг Балтийского моря.

## История
Происхождение крепости Хельсингборг точно неизвестно. Датская легенда относит её к правлению легендарного короля Фроди. Однако это не подтверждается археологическими находками. Дендрохронологическое датирование показало, что ядро башни было возведено в 1310-х годах, когда королём Дании был Эрик VI. Она считалась самой важной крепостью в Дании и играла важную роль в обеспечении контроля над проливом между Сконе и Зеландией.
Крепость перешла к Швеции вместе с остальной частью Скании в рамках Роскилльского мирного договора в 1658 году. Датчане отвоевали её в 1676 году во время войны за Сконе, и её взятие было отмечено вывешиванием гигантского флага Дании. Этот флаг был позже захвачен шведской армией и хранится в Музее армии (швед. Armémuseum) в Стокгольме. Крепость вернулась под контроль Швеции по Лундскому договору в 1679 году. Король Швеции Карл XI приказал снести бо́льшую её часть, опасаясь, что она будет слишком уязвима для внезапного нападения со стороны Дании. Единственное, что удалось сохранить — это старое средневековое ядро башни. Башня продолжала служить ориентиром для судов, идущих через Эресунн.
В 1741 году шведское правительство передало башню городу Хельсингборгу.

## Реставрация
Башня была восстановлена в 1893—1894 годах по указанию Оскара Фердинанда Траппа (1847—1916), шведского бизнесмена и инженера. Архитектором был Йозеф Альфред Хеллерстрём (1863—1931), городской архитектор Хельсингборга с 1903 по 1928 год. Целью реставрации было восстановить, насколько это возможно, внешний вид сооружения, основанный на старейшей известной средневековой иллюстрации. Зубцы здания датируются этими временем.

## Галерея

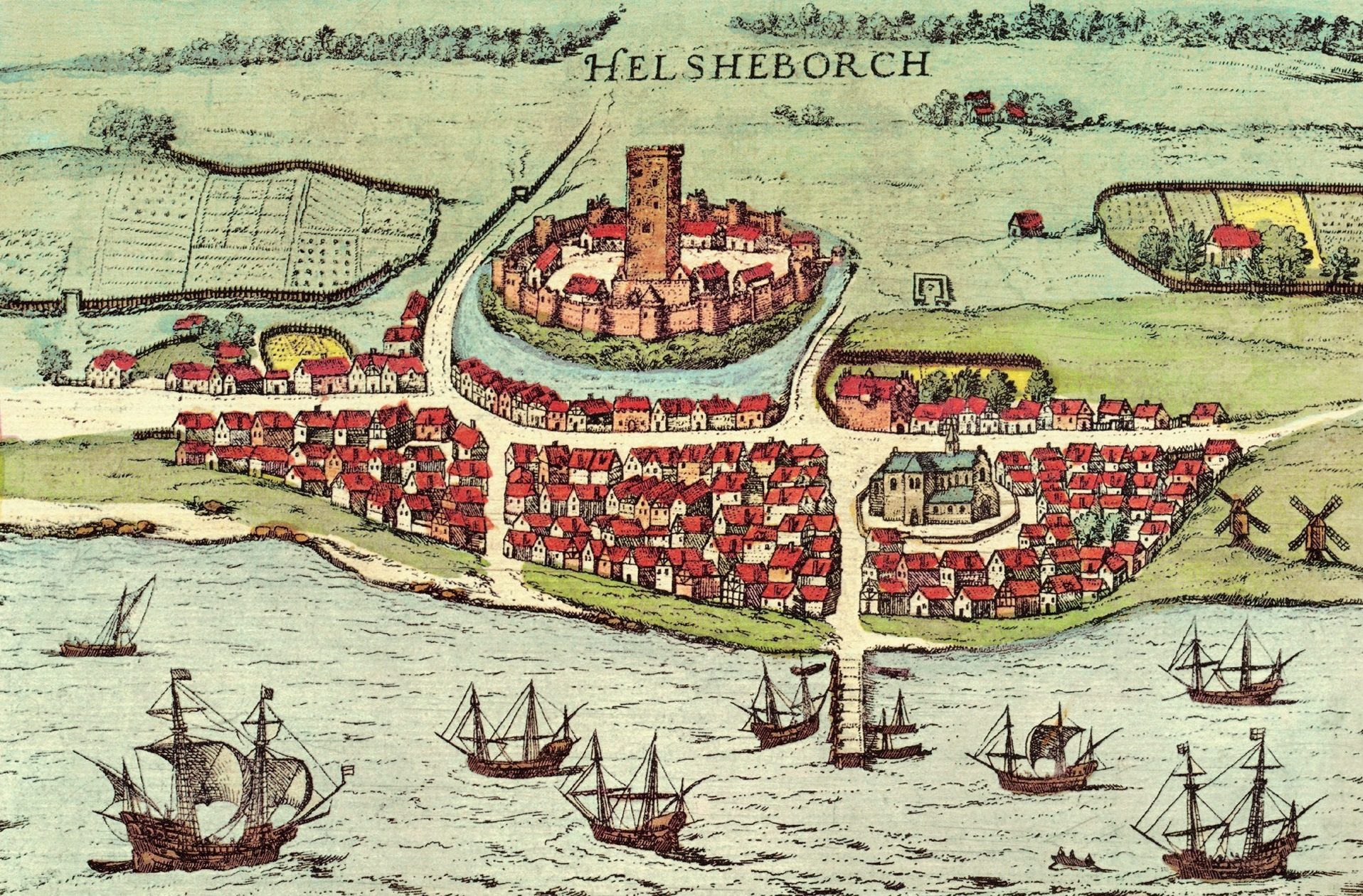
Хельсингборг в XVI веке.
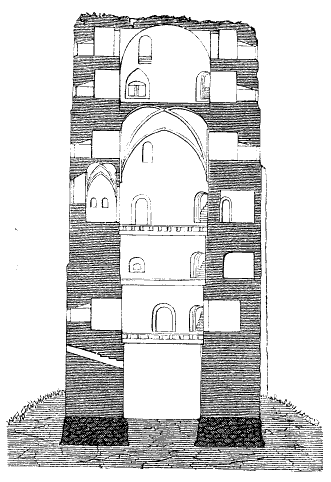
Башня Чернан в разрезе.
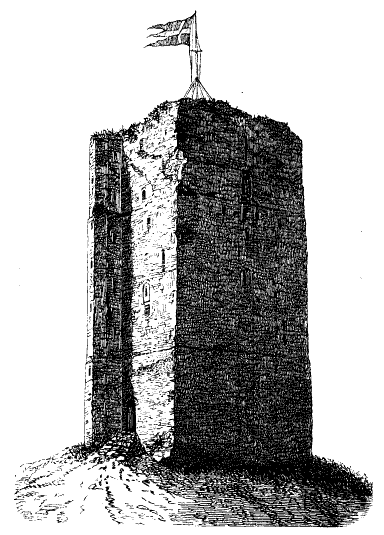
Руины Чернана до реставрации в конце XIX века.
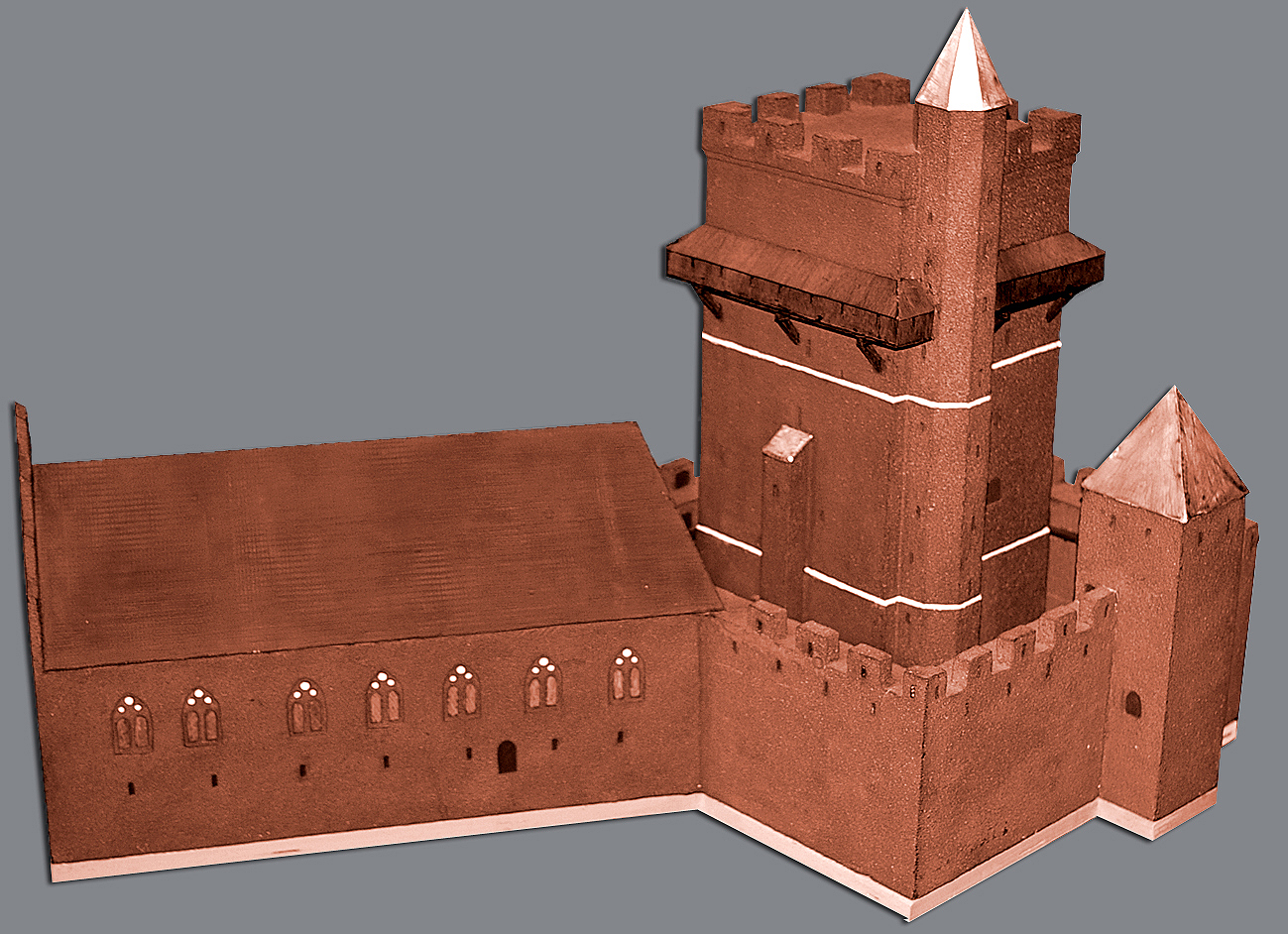
Макет Хельсингборгской крепости.